# Atentado de Torre-Pacheco de 2021
El atentado de Torre-Pacheco fue un presunto ataque yihadista perpetrado el viernes 17 de septiembre de 2021 en el municipio murciano de Torre-Pacheco (España). El agresor, un hombre que actuó en solitario, embistió con su automóvil la terraza de un bar, provocando la muerte de una persona y dejando varios heridos.

## Ataque
El 17 de septiembre de 2021, hacia las 14:30, un hombre embistió intencionadamente con su vehículo la terraza del Honey's Bar de Roldán, una pedanía del municipio de Torre-Pacheco. El automóvil impactó contra las mesas y sillas del establecimiento, provocando la muerte de un cliente que se encontraba en el lugar y causando heridas de diversa gravedad a varias personas. Tras el atropello, el conductor fue hallado sin vida en el interior de su vehículo con heridas producidas por arma blanca, lo cual llevó a las autoridades a considerar que Gmara se habría suicidado tras cometer el ataque.

## Autor
El autor del ataque fue identificado como Abdellah Gmara, un hombre de 28 años de origen marroquí que había obtenido la nacionalidad española en 2020. Gmara había llegado a España a los 13 años utilizando documentación falsificada, pasando su adolescencia en varios centros de acogida para menores extranjeros no acompañados en la provincia de Valencia hasta alcanzar la mayoría de edad, momento en el que se trasladó a residir en Torre-Pacheco.
Según informaron diversos medios de comunicación españoles, Gmara fue encontrado en posesión de unas cartas manuscritas en español de contenido yihadista marcado por la incoherencia y el resentimiento. Una de ellas comenzaba con la frase «Este es un acto terrorista debido a la injusticia que he sufrido durante 14 años». En estos textos, Gmara acusaba directamente a tres educadores de un centro de menores en Mislata –a quienes identificaba con nombres y apellidos– de faltar el respeto al islam y les atribuía delitos tales como violaciones, pedofilia e incluso asesinatos cometidos mediante «telepatía». Los documentos incluían además la exoneración del propietario del vehículo utilizado en el ataque, y contenían afirmaciones como «quieren que todo el mundo sea gay». El único fragmento en árabe correspondía a la Shahada: «No hay más dios que Alá, y Mahoma es su profeta».

## Víctimas
El atentado se cobró la vida de un ciudadano venezolano de 46 años, quien se encontraba almorzando con su esposa en el momento del suceso. El propio autor, Abdellah Gmara, también pereció al estrellarse contra un muro tras cometer el atentado. Varias personas resultaron además heridas, aunque no se facilitaron detalles sobre sus identidades o el alcance de sus lesiones.

## Investigación
Tras el ataque, las autoridades españolas iniciaron una investigación para esclarecer las motivaciones del autor. El juez de la Audiencia Nacional Alejandro Abascal Junquera clasificó el caso como un posible acto de terrorismo, aunque la Guardia Civil no descartó un trastorno mental del agresor, dada la naturaleza incoherente de las notas que dejó.
En diciembre de 2023, el Gobierno del Reino Unido reconoció oficialmente el incidente como atentado terrorista, lo que habilitó a las víctimas británicas a reclamar indemnizaciones.